# Nablus
Nablus (arapski: نابلس‎ Nāblus IPA: [næːblʊs]) poslušaj [▶], povijesni hebrejski naziv שכם‎ Šəḵem, )  je grad na Zapadnoj obali. Ima preko 100.000 stanovnika.
Jedan je od najvećih gradova Palestinaca.
Osnovan od strane rimskog cara Vespazijana godine 72.  kao Flavia Neapolis, Nablusom su vladala mnoga carstvas tijekom njegove gotovo 2.000 godina duge povijesti. U 5. i 6. stoljeća, sukob između gradskih kršćana i Samaritanaca doživio je vrhunac u nizu samaritanskih pobuna protiv bizantske vladavine, prije njihova nasilnog gušenja godine 529.  drastično smanjio broj Samaritanaca u gradu. Godine 636., Neapolis, zajedno s većinom Palestine, došao je pod vlast islamskog arapskog kalifata od Umara ibn el-Hattaba, a njegovo ime arabizirano u Nablus. Godine 1099., križari su preuzeli kontrolu nad gradom, za manje od jednog stoljeća, ostavivši njegovo mješovito muslimansko, kršćansko i samaritansko stanovništvo relativno nesmetano. Nakon što su Saladinove je Ajubidske snage preuzele kontrolu nad unutrašnjosti u Palestini 1187., islamska vladavina je ponovno uspostavljena, i nastavila se pod mamelučkim i kasnije osmanskim carstvom. 
Nakon njegovog uklapanja u Osmansko Carstvo godine 1517., Nablus je bio određen glavni grad okruga  Jabal Nablus ("Planina Nablus"). Godine 1657., nakon niza preokreta, dio arapskih plemena iz sjevernog i istočnog Levanta je otpremljen u grad da potvrdi osmansku vlast, a lojalnost iz redova tih klanova odbijala je regionalne suparnike carstva u regiji je, kao što je   Dhaher al-Omar u 18. stoljeću, i Muhamed Ali-koji je kratko vladao Nablusom, u 19. stoljeću. Kada je osmanska vlast ponovno čvrsto uspostavljena godine 1841, Nablusa je napredovao kao središte trgovine.

Nakon gubitka grada i njegove predaje britanskim snagama tijekom Prvog svjetskog rata, Nablus je uključen u Britanski mandat Palestinu godine 1922., a kasnije je određeno da se formira dio Arapske države u Palestini pod UN-om planu podjele iz 1947 .
Danas, stanovništvo je pretežno muslimansko, s malim kršćanskim i samaritanskim manjinama. Od 1995, gradom vlada palestinskinacionalnog saveza. U Starom Gradu, postoje brojna nalazišta arheološkog značaja, u rasponu od 1. do 15. stoljeća.Grad je poznat po svojoj kanafeh, popularnom slatkišu diljem Bliskog istoka, i industriji sapuna.  Nezaposlenost je 60%.
Lokacija Nablusa se povezuje s biblijskim Šekemom, gradom manašeova plemena i prijestolnicom kralja Šaula i ujedno prvom prijestolnicom drevnog Izraela.